# Aomori-præfekturet
Aomori-præfekturet (青森県 Aomori-ken) er et præfektur i Japan.
Præfekturet ligger i regionen Tōhoku på den nordlige del af Japans hovedø Honshū. Det har et areal på 9.646 km2
og et befolkningstal på 1.232.303 (2021) indbyggere. Hovedbyen og den største by er Aomori.

## Historie
Indtil Meiji-restaurationen var området, hvor Aomori-præfekturet ligger, kendt som den nordlige del af Mutsu-provinsen.
Under Edo-perioden begyndte Hirosaki-klanen at bygge en havneby hvor den nuværende by Aomori ligger. Der var grønne skove i nærheden af byen, og disse blev brugt som milepæle for de skibe som sejlede ind i havnen. Disse grønne skove kaldtes aoi-mori, hvoraf byens navn, Aomori, stammer. Præfekturet blev dannet i 1871. Landsbyen Aomori blev grundlagt i 1889, i 1898 fik den bystatus med 28.000 indbyggere.
Den 3. maj 1910 blev Yasukata-distriktet hærget af en ildebrand, der på grund af kraftig blæst ødelagde hele byen. Storbranden kostede 26 mennesker livet og yderligere 160 indbyggere blev såret. Den ødelagde 5.246 huse og nedbrændte 19 oplagringsskure og 157 varehuse.
Klokken 10:30  den 28. juli 1945 bombede en eskadrille af amerikanske B29 bombefly over 90% af byen.
Radio Aomori (RAB) lavede sin første udsendelse i 1951. Fire år senere blev den første fiskeauktion holdt. I 1958 åbnede det lokale hospital samt et kommunalt fiskemarket. Samme år etablerede Tsugaru-linjen en togbane-forbindelse med Minmaya-byen yderst på halvøen.